# Ladhar Bheinn
Der Ladhar Bheinn (ausgesprochen Laarvejn) ist ein 1.020 m (3.346 ft) hoher Berg in Schottland. Er liegt an der Westküste auf der zur Council Area Highland gehörenden Halbinsel Knoydart. Sein gälischer Name bedeutet in etwa Berg des Hufs oder Berg der Klaue. Abweichend von der üblichen Reihung bei gälischen Bergnamen steht Bheinn (gälisch für Berg) an zweiter Stelle, was auf die mittelalterliche Besiedlung dieses Bereichs der Northwest Highlands durch norwegische Wikinger zurückgeht. Der Ladhar Bheinn ist der am weitesten westlich liegende Munro des schottischen Festlands, zudem ist er als Marilyn eingestuft.
Obwohl der Ladhar Bheinn auf der entlegenen Halbinsel nur schwer zugänglich ist, zählt er bei britischen Bergwanderern und Munrosammlern zu den beliebtesten Bergen. Dazu tragen die markante Gestalt seines Gipfels in Form einer dreiseitigen Pyramide und die ausgedehnten geschwungenen Grate bei. Sein Gipfelgrat verläuft in etwa von Nordwest nach Südost. Im Südosten endet er am auf etwa 850 m Höhe am Sattel Bealach Coire Dhorrcail, an den sich quer ein deutlich niedrigerer und mehrere Kilometer langer Grat vom 779 m hohen Sgùrr Coire Choinnichean im Südwesten bis zum Creag Bheithe im Nordosten, am Südufer von Loch Hourn, anschließt. Der höchste Punkt auf dem Gipfelgrat des Ladhar Bheinn ist durch einen Cairn markiert, etwa 300 m nordwestlich befindet sich auf einem zehn Meter niedrigeren Nebengipfel ein trigonometrischer Punkt. Vom Hauptgipfel aus führt ein felsiger und schmaler Grat, der Druim a Choire Odhair, über den 960 m hohen Nebengipfel Stob a’ Choire Odhair nach Nordosten. Vom Stob a’ Choire Odhair geht ein weiterer Grat nach Nordwesten, der sich – auf etwa 800 m von einem kleinen Plateau mit mehreren kleinen Bergseen unterbrochen – steil bis auf etwa 700 m absenkt und dann über mehrere Sättel und Kuppen bis zum 668 m hohen Vorgipfel Mullach Lì führt.

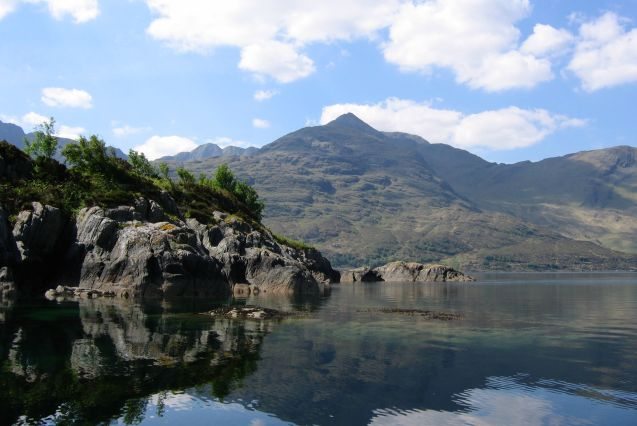
Der Ladhar Bheinn von Loch Hourn aus gesehen
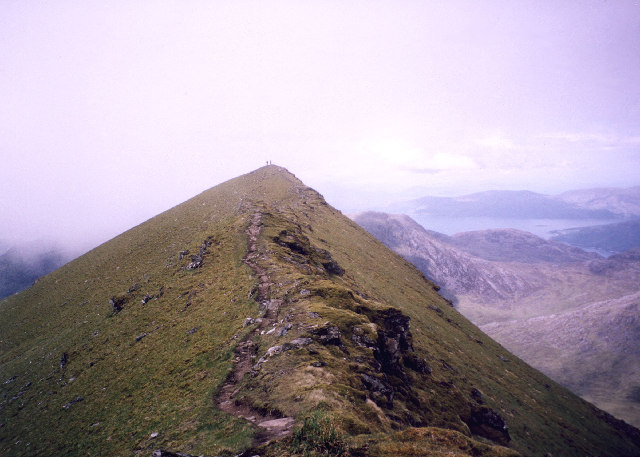
Der Gipfelgrat des Ladhar Bheinn, Blick nach Nordwesten zum 1010 m hohen Nebengipfel mit dem trigonometrischen Punkt
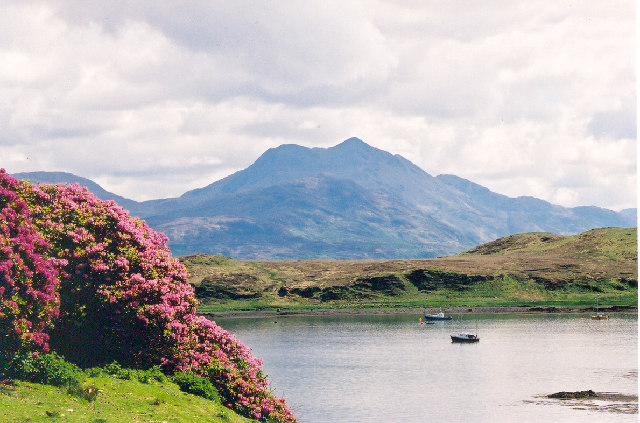
Blick von der Halbinsel Sleat auf Skye über den Sound of Sleat zum Festland mit dem die Halbinsel Knoydart beherrschenden Ladhar Bheinn
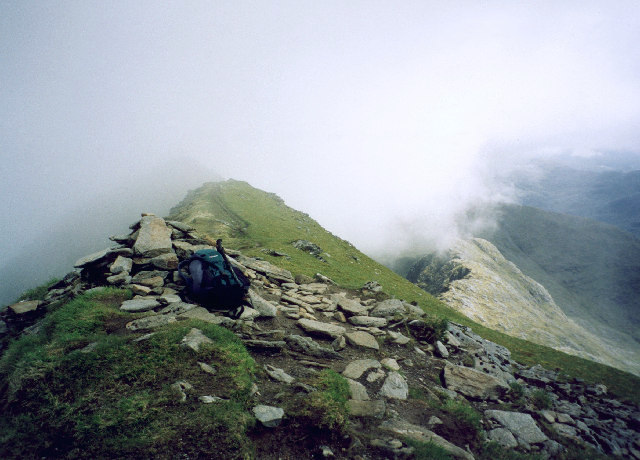
Der Gipfelcairn des Ladhar Bheinn

Erreichbar ist der Ladhar Bheinn nur über lange Zustiege durch unwegsames Gelände. Anstiege sind von Inverie an der Südküste von Knoydart in etwa sechs Stunden über das Gleann an Dubh Lochain oder das Gleann na Guiserein möglich. Von Kinloch Hourn am Ende von Loch Hourn kann der Berg entlang des Südufers von Loch Hourn über Barrisdale ebenfalls in dieser Zeit erreicht werden. 
Vom Gleann an Dubh Lochain führt der Zustieg über den Bealach Màm Suidheig nordöstlich des Sgùrr Coire Choinnichean und über den quer zum Gipfelgrat des Ladhar Bheinn verlaufenden Grat bis zum Stob a’ Chearcaill. Dort zweigt der über den Bealach Coire Dhorrcail führende Grat zum Gipfel des Ladhar Bheinn ab. Aus dem Gleann na Guiserein führt der Zustieg auf den Sattel An Diollaid nordwestlich des Hauptgipfels und von dort über den Gipfelgrat zum höchsten Punkt. Von Barrisdale besteht eine Zustiegsmöglichkeit über einen Jagdpfad in das auf der Nordostseite des Ladhar Bheinn liegende Coire Dhorrcail und von diesem über den Nordostgrat und den Stob a’ Choire Odhair zum Gipfel.